# West-Duits voetbalkampioenschap 1919/20
In 1919/20 werd het dertiende voetbalkampioenschap gespeeld dat georganiseerd werd door de West-Duitse voetbalbond. De voorbije vijf jaar werd er omwille van de Eerste Wereldoorlog geen eindronde gespeeld, wel vonden de reguliere competities plaats.
VfTuR München-Gladbach werd kampioen en plaatste zich voor de eindronde om de Duitse landstitel. De club verloor in de eerste ronde met 7:0 van SpVgg Fürth.

## Deelnemers aan de eindronde
| Club                     | Gekwalificeerd als           |
| ------------------------ | ---------------------------- |
| Kölner BC 01             | Kampioen van Zuidrijn        |
| VfTuR München-Gladbach   | Kampioen van Westrijn        |
| Duisburger SpV           | Kampioen van Noordrijn       |
| TuRU Düsseldorf          | Kampioen van Bergisch-Mark   |
| Essener TB 1900          | Kampioen van Ruhr-Emscher    |
| Hammer SpV 1904          | Kampioen van Westfalen       |
| SV Kurhessen 1893 Cassel | Kampioen van Hessen-Hannover |
| FC Jahn Siegen           | Derde plaats van Lahn-Sieg   |

## Eindronde

### Kwartfinale
|              |                 |              |                          |          |
| 4 april 1920 | Hammer SpV 1904 | 2 - 1 (n.v.) | SV Kurhessen 1893 Cassel | Dortmund |
| 4 april 1920 |                 |              |                          | Dortmund |

|               |              |       |                 |         |
| 11 april 1920 | Kölner BC 01 | 4 - 3 | TuRU Düsseldorf | Crefeld |
| 11 april 1920 |              |       |                 | Crefeld |

|               |                        |              |                 |            |
| 11 april 1920 | VfTuR München-Gladbach | 6 - 2 (n.v.) | Essener TB 1900 | Düsseldorf |
| 11 april 1920 |                        |              |                 | Düsseldorf |

|               |                |       |                |           |
| 11 april 1920 | Duisburger SpV | 2 - 0 | FC Jahn Siegen | Elberfeld |
| 11 april 1920 |                |       |                | Elberfeld |

### Halve Finale
|               |              |       |                |                  |
| 18 april 1920 | Kölner BC 01 | 2 - 1 | Duisburger SpV | München-Gladbach |
| 18 april 1920 |              |       |                | München-Gladbach |

|               |                        |       |                 |          |
| 18 april 1920 | VfTuR München-Gladbach | 1 - 0 | Hammer SpV 1904 | Duisburg |
| 18 april 1920 |                        |       |                 | Duisburg |

### Finale
|               |                        |              |              |      |
| 11 april 1920 | VfTuR München-Gladbach | 3 - 1 (n.v.) | Kölner BC 01 | Neuß |
| 11 april 1920 |                        |              |              | Neuß |